# Torres de Puigsardina
Les Torres de Puigsardina són dues torres de telegrafia en desús de Riudarenes (Selva). És una obra inclosa a l'Inventari del Patrimoni Arquitectònic de Catalunya.

## Descripció

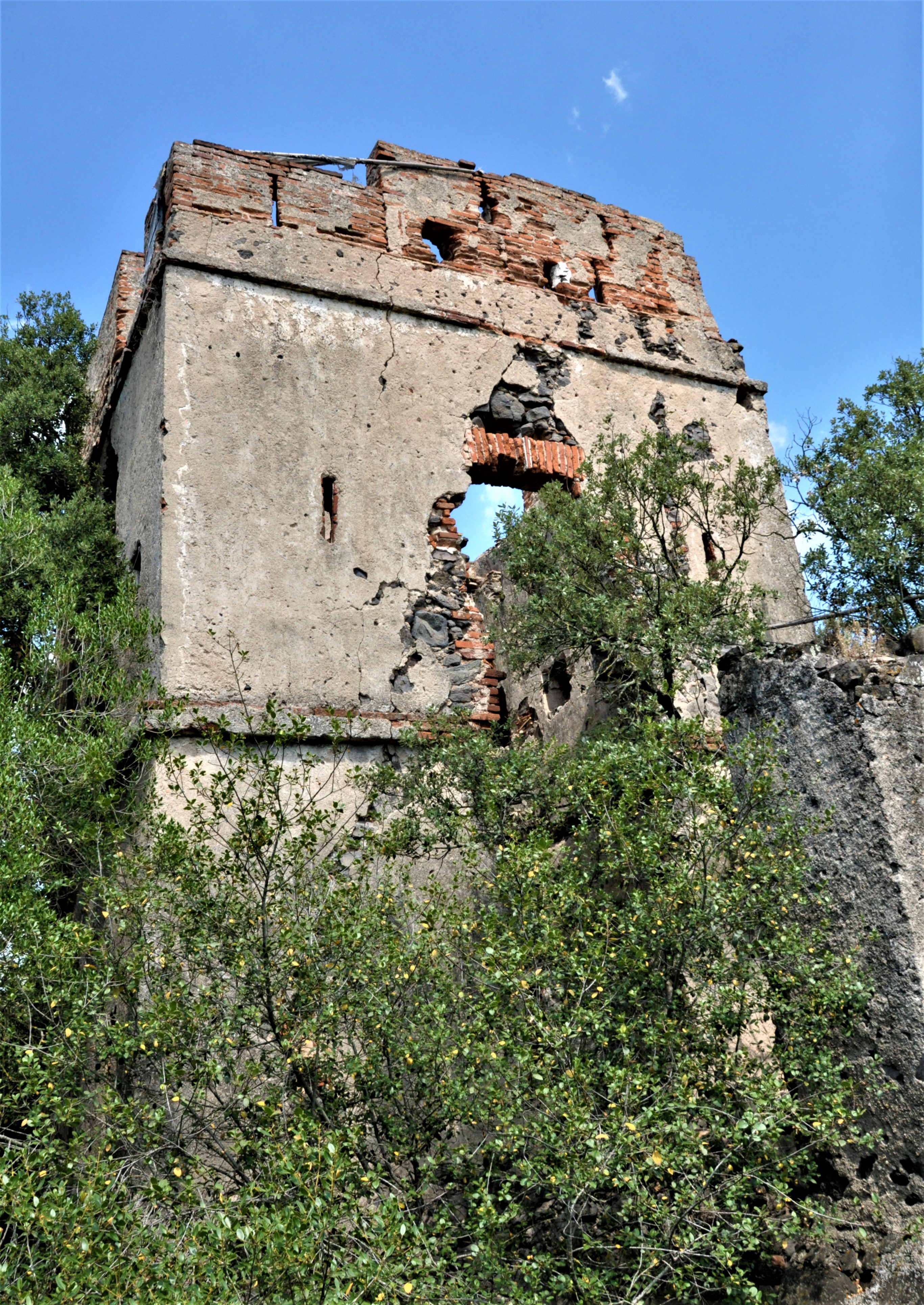
Torre de la línia militar

Al cim del turó s'alcen dues torres atalussades de planta quadrada disposades de forma asimètrica. La de ponent té totes quatre parets orientades seguint els punts cardinals de 6,05 x 6,05 m i 90 cm de gruix màxim. És de tres plantes, d'uns 3 m cadascuna, amb tres espitlleres per mur a la part inferior. L'entrada es troba a la paret sud de la segona planta i s'hi accedia per un pas elevat sostingut per una pilastra. La torre de llevant té les parets orientades en diagonal respecte als punts cardinals. La planta és lleugerament rectangular, de 6,05 x 5,85 m, i les característiques constructives són similars a l'altre. Té dues plantes i terrat espitllerat amb garita de vigilància. L'accés també es troba a nivell de la segona planta a través d'un pas elevat sostingut per una pilastra quadrangular. El conjunt està envoltat per un fossat format per una rasa excavada a la roca i murs afegits de pedres lligades amb argamassa que té una amplada que oscil·la entre els 3 i els 4,25 metres i una profunditat d'uns 2,25 metres.

## Història
En el mateix lloc s'hi han recollit diversos materials (vernís negre, àmfores ibèriques i itàliques, dolium, tegula...) i un recinte emmurallat que indiquen l'existència d'un hàbitat del segle ii aC.
Les torres de Puigsardina pertanyen a les línies, general i militar, de telegrafia òptica Barcelona-La Jonquera que van estar en funcionament a mitjan segle xix. La línia militar, la de llevant, entrà en funcionament l'any 1849 i es comunicava amb Maçanet (castell de Torcafelló) i Brunyola (torre emboscada). La de ponent és la de la línia general que comunicava amb Puig Marí i amb la torre del Castell de Brunyola i entrà en funcionament cap a les mateixes dates. La irrupció de la telegrafia elèctrica al cap d'uns deu anys provocà el seu abandonament.